# Анді Сельва
Анді Сельва (італ. Andy Selva; нар. 23 травня 1976, Рим, Італія) — санмаринський футболіст, нападник. Найкращий бомбардир збірної збірної Сан-Марино.

## Клубна кар'єра
Почав свою кар'єру в сезоні 1994/1995, граючи за «Латину», де він забив 5 м'ячів у 26 матчах. 
Наступного сезону він забив 10 голів у 31 грі, але вже виступаючи за клуб із Серії D — «Чівіта-Кастеллана». 
Перейшовши до «Фани» (Серія C2) 1996 року, він зміг забити лише 1 гол у 30 іграх і грав за неї до 1998 року. 
Згодом Анді перейшов до «Катандзаро» з тієї ж Серії С2, де він відіграв 40 ігор і зумів відзначитися 6-ма м'ячами.
1999 року Сельва опинився в «Тіволі» й забив 15 голів у 21 матчі, і наступного сезону він перейшов до клубу «Сан-Марино Кальчо», де зміг забити 4 голи у 26 матчах. 
У сезоні 2001/2002 грав у 3-х різних клубах: 3 матчі за «Сан-Марино Кальчо», 5 за «Мачератезе» із Серії D і 15 за «Гроссето» (зміг забити 2 голи). 
У новому сезоні, виступаючи за новий клуб — «Белларія» — відіграв 30 матчів і зміг забити у ворота суперника 22 м'ячі.
Улітку 2003 грав за СПАЛ, де у двох сезонах зміг забити 22 голи. 
2005 року переїхав до «Падови» (Серія С1).
Згодом виступав за «Сассуоло», де грав 2 роки і допоміг клубу вийти із Серії С до Серії В. 2009 року підписав контракт із «Вероною». 
Через постійні травми Анді так і не зміг закріпитися у новій команді. З 2009 по 2011 роки він зіграв лише 29 матчів забивши 8 голів. У 2011 році перейшов у клуб Серії D «Фідене».
У 2012 році перейшов у «Ла Фіоріту» на правах вільного агента. Граючи за неї зіграв 13 матчів і забив 7 м'ячів, а також разом із нею здобув Кубок Сан-Марино у 2013 році і виграв Чемпіонат Сан-Марино у 2014 році.

## Кар'єра у збірній
Сельва вважається одним із найвеличніших гравців у збірній Сан-Марино. За збірну він зіграв 73 матчі й забив 8 голів, тим самим ставши найкращим бомбардиром збірної за усю її історію.
Анді також є автором єдиного гола в єдиному матчі за всю історію команди, в якому збірна Сан-Марино перемогла: це був товариський матч зі збірною Ліхтенштейну, який відбувся 28 квітня 2004 року і закінчився перемогою Сан-Марино з рахунком 1-0.
11 жовтня 2008 року в матчі зі збірною Словаччини, що завершився з рахунком 1:3, Анді забив єдиний гол своєї команди за весь відбірковий турнір ЧС-2010.

## Титули і досягнення
Гравець
- Чемпіон Сан-Марино: 2013-14, 2016-17
- Володар Кубка Сан-Марино: 2012-13, 2015-16, 2017-18

Тренер
- Володар Суперкубка Сан-Марино: 2022